# Geonoma deversa
Geonoma deversa, conhecida popularmente como ubim, é uma espécie de palmeira pertencente à família Arecaceae.